# Greatest Hits (Robbie Williams)
| Recensione | Giudizio |
| ---------- | -------- |
| AllMusic   | [ 20 ]   |

Greatest Hits è il primo album raccolta ufficiale di Robbie Williams, pubblicato nell'ottobre del 2004, che raccoglie alcuni brani dei precedenti dischi con l'aggiunta di due inediti, Radio e Misunderstood.
Include anche il brano Eternity, che in precedenza era stato pubblicato solo come singolo senza venire incluso in alcun album.

## Descrizione
Greatest Hits fu uno degli album a vendere più in fretta nel Regno Unito. Nella prima settimana debuttò alla posizione numero 1 vendendo più di 320 000 copie. Esistono due copertine leggermente diverse del disco. In una vediamo Robbie Williams a petto nudo che mostra i peli pubici; nel libretto dell'album c'è la frase latina "...si quid habet mammas vel rotas, res habebis difficiles aliquando", che significa "se ha le tette o le ruote rende la vita difficile". Lo stesso giorno fu pubblicato un box set contenente tutti i singoli di Robbie Williams.
Sul suo sito la popstar si dichiarò "perplesso alla prospettiva" di un album di successi, commentando: "Guardo alla mia carriera passata raramente o quasi mai", e annunciò nella stessa occasione le due canzoni inedite a cui aveva lavorato con un nuovo collaboratore, Stephen Duffy. Entrambi gli inediti furono pubblicati come singoli. "Radio", uscì nell'ottobre 2004, debuttando in vetta alla Official Singles Chart, il sesto singolo numero 1 di Robbie Williams nel suo Paese. Ha venduto 41 732 copie. Il brano raggiunse la prima posizione anche in Danimarca e in Portogallo, entrando nelle top 10 di tutto il mondo. Il secondo singolo, la ballata "Misunderstood", fu inserita nella colonna sonora del film Bridget Jones: The Edge of Reason, ed entrò nelle top 10 di tutto il mondo nel dicembre dello stesso anno.

## Successo
Il disco ha venduto 720 000 copie nella sua prima settimana, diventando il greatest hits con le vendite maggiori nella sua prima settimana nel Regno Unito. L'album arrivò alla posizione numero 1 in 18 paesi: Francia, Italia, Portogallo, Spagna, il Regno Unito, Argentina, Colombia, Germania, Australia, Nuova Zelanda, Svizzera e altri. Si tratta del 61º album più venduto di sempre nel Regno Unito, toccando i due milioni di copie vendute e i otto dischi di platino.
Greatest Hits fu l'album più venduto del 2004 in Europa, con 5 milioni di copie vendute. Le cifre di vendita attuali si aggirano intorno agli 8 milioni di copie vendute globalmente: si tratta di uno dei dischi di Robbie Williams più venduti. In Germania rimase per nove settimane non consecutive alla numero 1; è il secondo album di Williams a riuscirci dopo Swing When You're Winning. Con 101 settimane passate nella classifica tedesca segue il record di Sing When You're Winning, ch era rimasto nella classifica per 106 settimane. Con le sue 900 000 copie vendute, Greatest Hits è il 20º album più venduto in Germania negli anni 2000. Nella top 20 degli album più venduti del decennio sul suolo tedesco, Robbie Williams vanta cinque dischi: la presente raccolta, Swing When You're Winning (quarto posto), Escapology (quinto posto), Intensive Care (ottavo) e Live at Knebworth (diciannovesimo).
Nei Paesi Bassi il Greatest Hits di Robbie Williams fu il quattordicesimo album di maggior successo del decennio. Nella relativa top 100, Robbie Williams è riuscito a piazzare ben cinque suoi album. Il Greatest Hits è stato superato da Intensive Care (decimo posto) ed Escapology (quinto posto).

## Tracce
1. Old Before I Die – 3:53 (Robbie Williams, Guy Chambers, Ray Heffernan)
2. Lazy Days – 3:54 (Robbie Williams, Guy Chambers)
3. Angels – 4:27 (Robbie Williams, Guy Chambers, Ray Heffernan)
4. Let Me Entertain You – 4:21 (Robbie Williams, Guy Chambers)
5. Millennium – 3:46 (Robbie Williams, Guy Chambers, Leslie Bricusse, John Barry)
6. No Regrets – 4:43 (Robbie Williams, Guy Chambers)
7. Strong – 4:19 (Robbie Williams, Guy Chambers)
8. She's the One – 4:18 (Karl Wallinger)
9. Rock DJ – 4:19 (Robbie Williams, Guy Chambers, Kelvin Andrews, Nelson Pigford, Ekundayo Paris)
10. Kids – 4:19 (Robbie Williams, Guy Chambers)
11. Supreme – 4:15 (Robbie Williams, Guy Chambers, Freddie Perren, Dino Fekaris)
12. Let Love Be Your Energy – 4:06 (Robbie Williams, Guy Chambers)
13. Eternity – 5:00 (Robbie Williams, Guy Chambers)
14. The Road to Mandalay – 3:18 (Robbie Williams, Guy Chambers)
15. Feel – 3:44 (Robbie Williams, Guy Chambers)
16. Come Undone – 3:55 (Robbie Williams, Kristian Ottestad, Ashley Hamilton, Daniel Pierre)
17. Sexed Up – 4:10 (Guy Chambers, Robbie Williams)
18. Radio – 3:51 (Robbie Williams, Guy Chambers)
19. Misunderstood – 4:01 (Stephen Duffy, Robbie Williams)

## Formazione
- Robbie Williams - voce, sintetizzatore
- Stephen Duffy - chitarra acustica, basso, batteria, armonica a bocca, sintetizzatore
- Chris Sharrock - batteria
- Melvin Duffy - pedal steel guitar
- Nick Littlemore - programmazione addizionale
- Claire Worrall - pianoforte, cori
- Gary Nuttall - chitarra elettrica
- Steve Sidwell - tromba
- Neil Sidwell - trombone
- Dave Bishop - sax

## Classifiche

### Classifiche settimanali
| Classifiche (2004)      | Posizione massima |
| ----------------------- | ----------------- |
| Argentina               | 1                 |
| Australia               | 1 (9 sett.)       |
| Austria                 | 1 (3 sett.)       |
| Belgio                  | 2                 |
| Danimarca               |                   |
| European Top 100 Albums | 1                 |
| Finlandia               | 3 (2 sett.)       |
| Francia                 | 1                 |
| Germania                | 1                 |
| Giappone                | 60                |
| Irlanda                 | 1                 |
| Italia                  | 1 (3 sett.)       |
| Messico                 | 2                 |
| Nuova Zelanda           | 1 (4 weeks)       |
| Paesi Bassi             |                   |
| Polonia                 | 9                 |
| Portogallo              | 1 (3 weeks)       |
| Regno Unito             | 1 (4 sett.)       |
| Spagna                  | 1                 |
| Svezia                  | 2                 |
| Svizzera                | 1 (9 sett.)       |
| Ungheria                | 7                 |

### Classifiche di fine anno
| Classifica (2004) | Posizione massima |
| ----------------- | ----------------- |
| Europa            | 1                 |
| Italia            | 5                 |
| Regno Unito       | 3                 |
| Svizzera          | 5                 |

### Classifiche di fine decennio
| Classifica (2000–09) | Posizione massima |
| -------------------- | ----------------- |
| Australia            | 9                 |
| Austria              | 39                |
| Germania             | 20                |
| Paesi Bassi          | 14                |
| Regno Unito          | 19                |